# Haltérophilie aux Jeux olympiques d'été de 2020 - Moins de 81 kg hommes
Navigation
Rio 2016 Paris 2024
L'épreuve des moins de 81 kg hommes  en haltérophilie des Jeux olympiques d'été de 2020 a eu lieu le 31 juillet 2021 au Tokyo International Forum.

## Records
Avant cette compétition, les records dans cette discipline étaient :
| Record du monde  | Arraché     | Li Dayin (CHN)   | 175 kg | Tachkent, Ouzbékistan | 21 avril 2021     |
| Record du monde  | Épaulé-jeté | Lü Xiaojun (CHN) | 207 kg | Pattaya, Thaïlande    | 22 septembre 2019 |
| Record du monde  | Total       | Lü Xiaojun (CHN) | 378 kg | Pattaya, Thaïlande    | 22 septembre 2019 |
| Record olympique | Arraché     | Norme olympique  | 168 kg | –                     | 1er novembre 2018 |
| Record olympique | Épaulé-jeté | Norme olympique  | 201 kg | –                     | 1er novembre 2018 |
| Record olympique | Total       | Norme olympique  | 365 kg | –                     | 1er novembre 2018 |

Les records suivants ont été établis pendant la compétition :
| Arraché     | 170 kg | Lü Xiaojun | OR |
| Épaulé-jeté | 204 kg | Lü Xiaojun | OR |
| Total       | 374 kg | Lü Xiaojun | OR |

## Programme
L'épreuve des moins de 81 kg se déroule sur une journée selon le programme suivant :
Tous les horaires correspondent à l'UTC+9
| Date                   | Horaire | Manche   |
| ---------------------- | ------- | -------- |
| Samedi 31 juillet 2021 | 11 h 50 | Groupe B |
| Samedi 31 juillet 2021 | 15 h 50 | Groupe A |

## Médaillés
| Or         | Argent          | Bronze             |
| Lü Xiaojun | Zacarías Bonnat | Antonino Pizzolato |

## Résultats
Lü Xiaojun remporte l'épreuve.
| Rang | Athlète                | Nation                 | Groupe | Poids | Arraché (kg) | Arraché (kg) | Arraché (kg) | Arraché (kg) | Épaulé-jeté (kg) | Épaulé-jeté (kg) | Épaulé-jeté (kg) | Épaulé-jeté (kg) | Total  |
| Rang | Athlète                | Nation                 | Groupe | Poids | 1            | 2            | 3            | Résultat     | 1                | 2                | 3                | Résultat         | Total  |
| ---- | ---------------------- | ---------------------- | ------ | ----- | ------------ | ------------ | ------------ | ------------ | ---------------- | ---------------- | ---------------- | ---------------- | ------ |
| 1    | Lü Xiaojun             | Chine                  | A      | 80.75 | 165          | 165          | 170          | 170 OR       | 197              | 204              | 210              | 204 OR           | 374 OR |
| 2    | Zacarías Bonnat        | République dominicaine | A      | 80.90 | 158          | 163          | 163          | 163          | 198              | 202              | 204              | 204              | 367    |
| 3    | Antonino Pizzolato     | Italie                 | A      | 80.90 | 165          | 165          | 168          | 165          | 200              | 203              | 210              | 200              | 365    |
| 4    | Harrison Maurus        | États-Unis             | A      | 80.95 | 153          | 158          | 161          | 161          | 195              | 200              | 205              | 200              | 361    |
| 5    | Brayan Rodallegas      | Colombie               | A      | 80.80 | 163          | 168          | 168          | 163          | 195              | 196              | 200              | 196              | 359    |
| 6    | Ritvars Suharevs       | Lettonie               | A      | 80.90 | 158          | 158          | 163          | 163          | 190              | 195              | 198              | 195              | 358    |
| 7    | Nico Müller            | Allemagne              | A      | 80.90 | 155          | 159          | 161          | 159          | 190              | 195              | 195              | 195              | 354    |
| 8    | Andrés Mata            | Espagne                | A      | 80.70 | 154          | 158          | 161          | 158          | 189              | 189              | 189              | 189              | 347    |
| 9    | Erkand Qerimaj         | Albanie                | B      | 80.55 | 151          | 155          | 157          | 157          | 181              | 185              | 187              | 181              | 338    |
| 10   | Amur Salim Al-Khanjari | Oman                   | B      | 81.00 | 130          | 137          | 140          | 140          | 170              | 176              | 177              | 177              | 317    |
| 11   | Cameron McTaggart      | Nouvelle-Zélande       | B      | 80.80 | 135          | 140          | 145          | 140          | 170              | 175              | 178              | 175              | 315    |
| 12   | Ramzi Bahloul          | Tunisie                | B      |       | 136          | 140          | 140          | 136          | 164              | 171              | —                | 164              | 300    |
| —    | Rejepbaý Rejepow       | Turkménistan           | A      | 80.95 | 160          | 164          | 167          | 164          | 195              | 195              | 198              | —                | —      |
| —    | Arley Méndez           | Chili                  | A      | 81.00 | 160          | 163          | 165          | 160          | 190              | 190              | 190              | —                | —      |